# Benedita
Benedita es una freguesia portuguesa del municipio de Alcobaza.